# Хандрия
Хандрия (на гръцки: Χανδριά, Хандря̀) е село в Кипър, окръг Лимасол. Според статистическата служба на Република Кипър през 2001 г. селото има 205 жители.
Намира се на север от Лимасол.